# Bethel (New York)

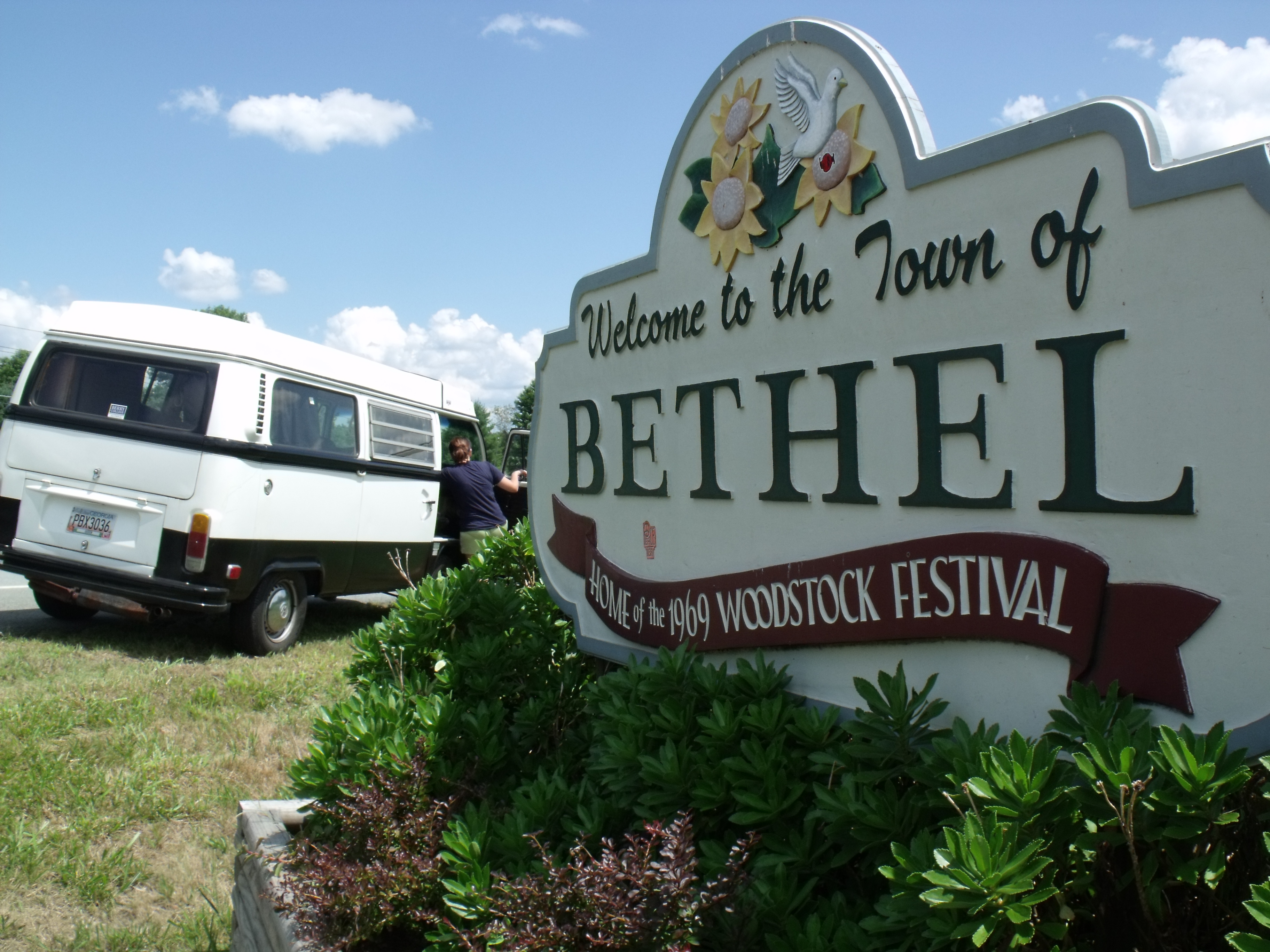
Welkom in Bethel

Bethel is een kleine plaats in de Amerikaanse staat New York, gelegen in Sullivan County. Bij de volkstelling van 2000 telde Bethel 4362 inwoners. Het inwoneraantal maakte in de jaren 2001-2007 evenwel een sterke groei door, waardoor Bethel nu de snelst groeiende plaats in Sullivan County is en in het jaar 2006 zelfs de snelst groeiende plaats van de staat New York.
Beroemd werd Bethel toen daar in het weekend van 15, 16 en 17 augustus 1969 op een weideveld van melkveehouder Max Yasgur het beroemde Woodstock Music and Art Festival werd gehouden.
De plaats ligt in de buurt van verscheidene meren, waaronder White Lake, Kauneonga Lake en Silver Lake.

## Geschiedenis
De eerste bewoners kwamen rond 1795 aan in de buurt van de huidige gemeenten Bethel en White Lake. De plaats Bethel werd in 1809 uit delen van de plaats Lumberland gevormd. Halverwege de 19e eeuw begon de toeristenindustrie zich er te ontwikkelen. Bethel was gedurende de 20e eeuw vestigingsoord van verschillende tot de zogenaamde Borscht Belt behorende hotels en van talrijke Sleepaway Camps, waaronder Camp Ma-Ho-Ge, Camp Chipinaw en Camp Ranger – alle gelegen aan het Silver Lake.
De naam van Bethel werd in 1969 definitief gevestigd op de wereldkaart, toen er bijna een half miljoen mensen neerstreken voor "drie dagen vol vrede en muziek" in de buurt van Max Yasgurs boerderij. In de over dit Woodstock Festival gemaakte documentaire, die in 1970 werd uitgebracht, zijn interviews met verscheidene inwoners van Bethel opgenomen, zoals bijvoorbeeld Art Vassmer, mede-eigenaar van Vassmers General Store in Kauneonga Lake. In 2006 werd op het oorspronkelijke festivalterrein Bethel Woods geopend, een oord voor moderne podiumkunsten. In 2008 volgde op het terrein van de voormalige boerderij van Max Yasgur de opening van een nieuw multimediaal Woodstockmuseum.